# On Line
On_Line ist ein US-amerikanischer Spielfilm des Regisseurs Jed Weintrob aus dem Jahr 2002.

## Handlung
John Roth betreibt zusammen mit seinem Mitbewohner Moe die Webseite Intercon-X, auf der Frauen und Männer kostenpflichtige pornografische Dienste anbieten. Nicht nur seine Kunden, auch er ergötzt sich am Anblick so mancher Schönheit und beobachtet dort junge Mädchen, die sich fast rund um die Uhr per Webcam in ihrer Wohnung filmen. Kumpel Moe findet, John hätte jetzt lange genug um seine Ex-Freundin getrauert, also verabredet sich John mit einem der Mädels. So richtig warm werden die beiden nicht, dafür nutzt Moe die Gelegenheit. John erwischt ihn bei einem Quicky mit ihr und verbreitet dies später im Netz per Videotagebuch. Er ist wütend, denn eigentlich war Jordon – so ihr Name – sein Date.
Als Moes Freundin Moira Johns Video sieht, bricht es ihr das Herz. Bei eingeschalteter Webcam nimmt sie eine Überdosis Tabletten (Valium). So können die User einer Webseite für potenzielle Selbstmörder, in der auch Moira sehr aktiv und gerade eingeloggt ist, ihre Tat mitverfolgen. Über Dritte verständigt ihr aktueller Chatpartner den Rettungsdienst, sodass Moira gerettet wird. John fühlt sich in der Pflicht und kümmert sich danach liebevoll um die Lebensmüde. Er hatte die Tragödie immerhin ausgelöst. Die beiden beginnen eine Beziehung. Das ist für John Anlass sein Videotagebuch zu schließen und wieder am realen gesellschaftlichen Leben teilzunehmen.
Zum Schluss erfährt der Zuschauer, dass eines der Mädchen, die John auf Intercon-X beobachtete, seine Ex-Freundin ist. So konnte er ihr immer noch nahe sein. Er hatte immer noch Hoffnung, dass sie zu ihm zurückkehrt.

## Kritik
Das Lexikon des internationalen Films schreibt: „Durchaus intelligente Auseinandersetzung mit den Gefahren der schönen neuen Welt, die der Welt der Computerbildschirme eine überzeugende Beziehungskomödie abtrotzt. Hierzu trägt auch das optische Design des Films bei, das sich ganz auf die Computerwelt und ihre Effekte einlässt“.